# Septiljon
Septiljon är talet 1042 i tiopotensnotation, och kan skrivas med en etta följt av 42 nollor, alltså
1 000 000 000 000 000 000 000 000 000 000 000 000 000 000.
Ordet septiljon kommer från det latinska prefixet sept- (sju) och med ändelse från miljon.
En septiljon är lika med en miljon sextiljoner eller en miljondel av en oktiljon.
En septiljondel är 10−42 i tiopotensnotation.
På engelska och flera andra språk är räkneorden motsvarande biljon, triljon, kvadriljon, kvintiljon, sextiljon, septiljon och så vidare tvetydiga och kan antingen motsvara den svenska ("långa skalan") eller ange mycket mindre enheter ("korta skalan"). Enligt den korta skalan heter septiljon på engelska "tredecillion". Det engelska ordet "septillion" motsvarar då det svenska kvadriljon (1024).